# Can Roig (Palafrugell)
Can Roig és una obra de Palafrugell (Baix Empordà) protegida com a Bé Cultural d'Interès Local.

## Descripció
Casal situat al sector de ponent del petit nucli de Santa Margarida. Can Roig consta de diverses dependències. La casa està encarada a migdia i consta de dues plantes i tres crugies amb el carener perpendicular a la façana i teulada a doble vessant. Les obertures són rectangulars, amb marc de pedra i llindes monolítiques, ampits motllurats a les finestres. La porta es troba a l'eix central i al pis hi ha tres finestres idèntiques. L'interior conserva força l'estructura original.
Les altres dependències han estat força modificades. Destaca la pallissa afegida a la casa i dona continuïtat a la façana de llevant. Es tracta d'un edifici rectangular amb planta baixa coberta amb volta, amb façana oberta a la part superior. La teulada és a doble vessant i descansa en una enorme jàssera que és un tronc molt gruixut, gairebé sense polir. La resta de dependències envolten un petit pati. A la banda de tramuntana hi ha un edifici alt, amb teulat de doble vessant i amb un sol espai interior que fa funcions de magatzem i pallissa. És obert mitjançant una arcada vers ponent davant de l'era.
La seva estructura data de 1932, tal com indica la inscripció del mur nord, però s'observa parament més antic. A les llindes hi ha diverses inscripcions. A la porta hi diu "JOAN ROIG ME FECIT/1752", a la finestra de la façana s'hi pot llegir "LO RT MART ROIG /1719" i a la finestra del mur oest hi ha els números "1719".

## Història
En censos i talles dels segles XVII i XVIII a Santa Margarida hi figuren can Roig i el Ros d'en Roig, a més de les altres tres cases: can Borrull, mas Espanyol i can Codina